# Тайга рівнинних внутрішніх районів Аляски та Юкону
Тайга рівнинних внутрішніх районів Аляски та Юкону (ідентифікатор WWF: NA0607) — неарктичний екорегіон тайги, розташований у внутрішніх районах Аляски в США та Юкону в Канаді.

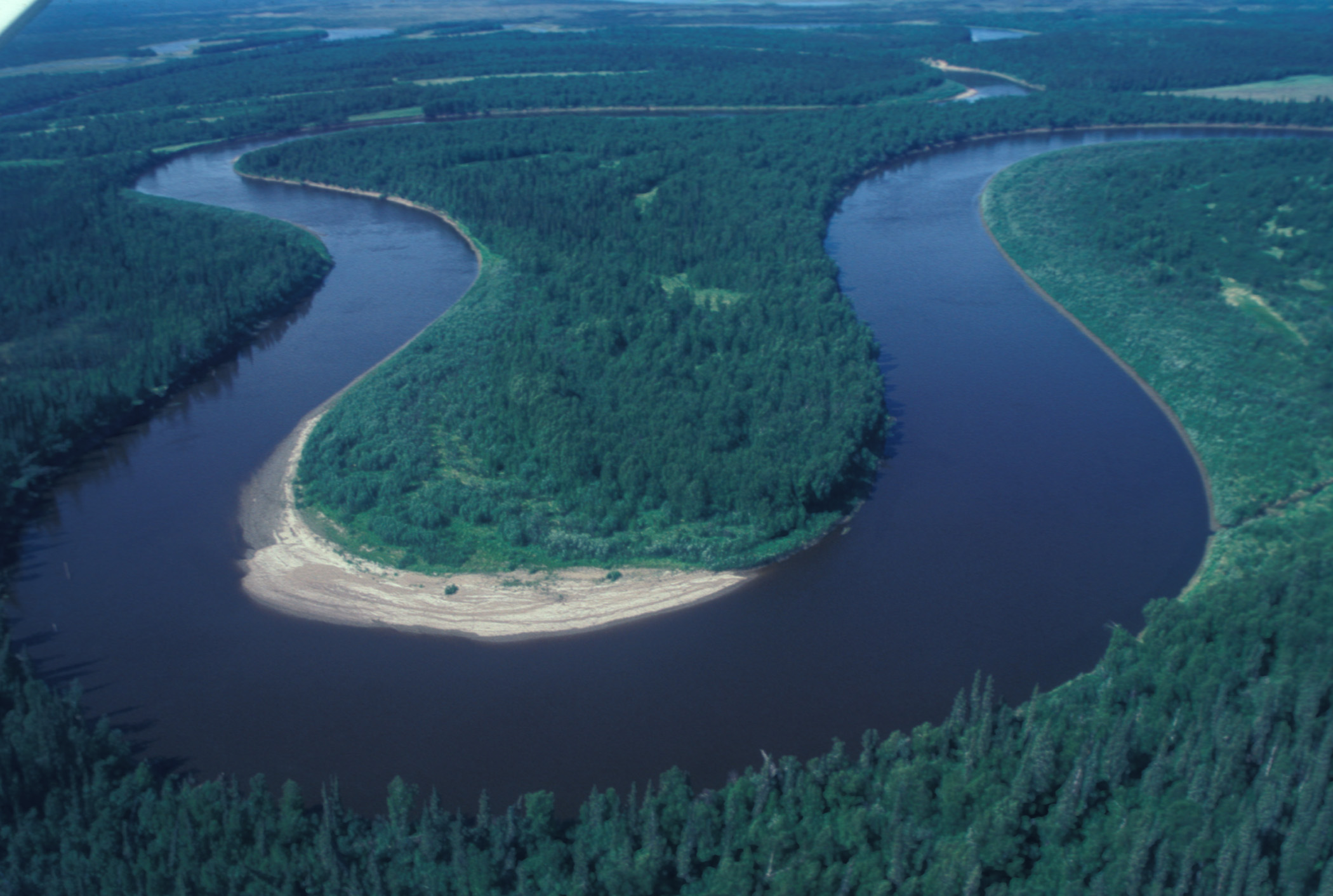
Меандри річки Інноко (річка) та навколишня тайга

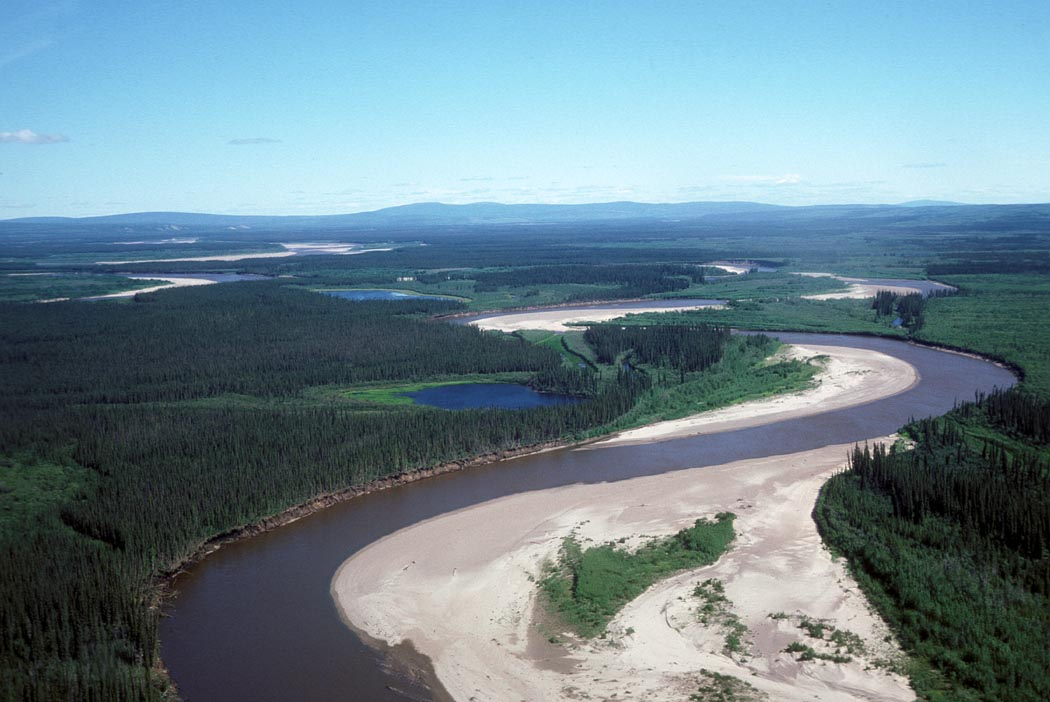
Річка Драаньїк (річка) та навколишня тайга

## Географія
Екорегіон тайги рівнинних внутрішніх районів Аляски та Юкону охоплює більшу частину внутрішніх районів Аляски та частину північного Юкону. На заході, в районі бухти Нортона, він простягається до узбережжя Берингового моря, з півночі обмежений горами Брукса, зі сходу — горами Річардсона, а з півдня — горами Аляскинського хребта. Рельєф регіону представлений рівнинами, по яким розкидані невисокі пагорби, та майже пласкими низовинами вздовж великих річок, такими як Юконська рівнина, розташована в місці впадіння річок Порк'юпайн та Шандалар в річку Юкон. Висота регіону коливається від рівня моря до приблизно 600 м над рівнем моря. Найвища вершина екорегіону розташована на рівнині Ігл-Плейн в Юконі, на висоті 925 м над рівнем моря. Під тонким шаром ґрунтів регіону поширена багаторічна мерзлота.
Територія екорегіону не була вкрита льодовиком протягом плейстоцену і була частиною великого плейстоценового рефугіуму Берингії, який під час льодовикових періодів був вкритий тундростепом. Цей регіон, очевидно, був занадто сухим для утворення льодовиків. В рефугіумі збереглися різноманітні види рослин та тварин, які після відступу льодовиків змогли повторно колонізувати навколишні території.
В горах, розташованих у внутрішній частині Аляски, таких як гори Кускоквім та Рей, екорегіон переходить у альпійську тундру внутрішніх районів Аляски та Юкону. На захід від екорегіону поширена низинна тундра Берингії та гірська тундра Берингії, на північ — тундра хребтів Брукс та Брітіш, на схід — альпійська тундра гір Огілві та Маккензі, а на південь — тундра Аляскинського хребта та гір Святого Іллі.

## Клімат
В межах екорегіону переважає субарктичний клімат (Dfc або Dsc за класифікацією кліматів Кеппена), який характеризується коротким теплим літом та довгою холодною зимою. Із заходу на схід зростає річна амплітуда температури та кількість опадів. Середньорічна кількість опадів коливається від 250 до 550 мм, а на півночі Юкону вона становить до 170 мм. Середньодобові мінімальні температури взимку коливаються від -35 до -18 °C, а середньодобові максимальні температури влітку коливаються від 17 до 22 °C. Незважаючи на близькість канадської частини екорегіону до моря Бофорта, її клімат є різко континентальним. Середньорічна температура в канадській частині регіону загалом коливається від -10 до -6,5 °C, збільшуючись з півночі на південь. Середня температура взимку там коливається від -27 до -23,5 °C, а влітку — від 7,5 до 10 °C.

## Флора
Основними рослинними угрупованнями екорегіону є ялинові ліси. На теплих та сухих схилах пагорбів, на річкових терасах та біля верхньої межі лісу поширені ліси сизої ялини (Picea glauca). Чорні ялини (Picea mariana) зустрічаються в подібних районах, але є більш толерантними до погано дренованих ґрунтів, і тому переважають у низинах та в інших вологих районах. На берегах річкових меандрів ростуть верби (Salix spp.), вільхи (Alnus spp.), бальзамисті тополі (Populus balsamifera) та американські осики (Populus tremuloides). З часом на цих територіях починають рости ялини.
На нещодавно порушених ділянках, поблизу верхньої межі лісу, на північних схилах пагорбів та на інших вологих територіях поширені чагарникові угруповання, в яких переважають верби, вільхи та карликові берези (Betula spp.). На болотах, зокрема на рівнинах Олд-Кроу в Юконі, поширені чагарниково-злакові угруповання, основу яких складають верби, карликові берези, звичайне багно (Rhododendron tomentosum), чагарниковий перстач (Dasiphora fruticosa), піхвясті пухівки (Eriophorum vaginatum) та різноманітні осоки (Carex spp.). На теплих південних схилах зустрічаються рідкісні рослини, такі як ореокарії Шеклетта (Oreocarya shackletteana), західні жовтушники (Erysimum asperum) та жовта дика гречка (Eriogonum flavum), які є реліктами пізньоплейстоценового тундростепу. Лісові пожежі, спричинені блискавками, часто трапляються в екорегіоні. Вони підтримують існування мінливої мозаїки трав'янистих та чагарникових угруповань, а також широколистяних, хвойних та мішаних лісів.

## Фауна
Серед поширених в екорегіоні ссавців слід відзначити гризлі (Ursus arctos horribilis), барибала (Ursus americanus), аляскинського лося (Alces alces gigas), канадського вовка (Canis lupus occidentalis), аляскинську лисицю (Vulpes vulpes alascensis), канадську рись (Lynx canadensis), звичайну росомаху (Gulo gulo), канадську видру (Lontra canadensis), американську куницю (Martes americana), горностая (Mustela erminea), американського зайця (Lepus americanus), північну літягу (Glaucomys sabrinus), червону вивірку (Tamiasciurus hudsonicus) та канадського голкошерста (Erethizon dorsatum). На берегах річок поширені канадські бобри (Castor canadensis), річкові візони (Neogale vison) та болотяні ондатри (Ondatra zibethicus). В XX столітті в регіоні були реінтродуковані лісові бізони (Bison bison athabascae). Через територію екорегіону проходять великі міграції карибу (Rangifer tarandus groenlandicus). Стадо порк'юпайнових карибу, чисельність якого у 2017 році становила рекордні 202-235 тисяч особин, зимує в цьому екорегіоні, а влітку мігрує на північ, до узбережжя моря Бофорта, на відстань 2400 км, що є одним з найдовших маршрутів міграції серед наземних тварин.
Серед поширених в екорегіоні птахів слід відзначити звичайного крука (Corvus corax), скопу (Pandion haliaetus), білоголового орлана (Haliaeetus leucocephalus), беркута (Aquila chrysaetos). білу куріпку (Lagopus lagopus), тундрову куріпку (Lagopus muta), канадську дикушу (Canachites canadensis), американського орябка (Bonasa umbellus), канадську кукшу (Perisoreus canadensis), північного піві (Contopus cooperi), бурого піві (Contopus sordidulus), ялинового піві-малюка (Empidonax hammondii), вільхового піві-малюка (Empidonax alnorum), річкового смугастовольця (Parkesia noveboracensis), оливкового червоїда (Leiothlypis celata), золотистого пісняра-лісовика (Setophaga petechia), білощокого пісняра-лісовика (Dendroica striata), малу болотянку (Wilsonia pusilla), північного трупіальця (Euphagus carolinus), вохристу пасовку (Melospiza lincolnii), тайгового смеречника (Pinicola enucleator), малого дрозда-короткодзьоба (Catharus minimus), дрозда-короткодзьоба Свенсона (Catharus ustulatus), канадську гаїчку (Poecile hudsonicus) та сіроголову гаїчку (Poecile cinctus). На берегах річок та інших водно-болотних угідь регіону зустрічаються різноманітні водоплавні та коловодні птахи, зокрема американські черні (Aythya affinis), північні шилохвости (Anas acuta), білолобі турпани (Melanitta perspicillata), американські свищі (Mareca americana) та канадські журавлі (Antigone canadensis). Юконська рівнина є одним з найважливіших місць для гніздування водоплавних птахів у Північній Америці, де гніздиться приблизно 15-20 % світової популяції довгодзьобих попелюхів (Aythya valisineria). В річці Порк'юпайн нерестяться чавичі (Oncorhynchus tshawytscha) та інші лососі.

## Збереження
Оцінка 2017 року показала, що 147 339 км², або 35 % екорегіону, є заповідними територіями. Природоохоронні території включають: Національний природний заповідник Юконської рівнини, Національний природний заповідник Кануті, Національний природний заповідник Коюкук, Національний природний заповідник Інноко, Національний природний заповідник Новітна та Арктичний національний природний заповідник в США, а також Національний парк Вонтут в Канаді.